# Lumière d'été
Lumière d'été és una pel·lícula dramàtica francesa del 1943 dirigida per Jean Grémillon i protagonitzada per Madeleine Renaud, Pierre Brasseur i Madeleine Robinson.
Va ser rodat als Estudis Victorine a Niça i els exteriors a Sorçac al riu Dordonya. Els decorats de la pel·lícula van ser dissenyats pel director d'art André Barsacq.

## Sinopsi
Una jove, Michèle (Madeleine Robinson), que arriba amb autocar a prop de l'hostal L'Ange Gardien, al sud, a Cabrièirss, on hi ha dos pensionistes, Léon, un poeta, i Louise (Jane Marken), una petita pensionista. És portada en carrosa per un noble local, Patrice (Paul Bernard), amant de Christiane, coneguda com Cricri (Madeleine Renaud), patrona de la pensió. Està esperant el seu xicot Roland (Pierre Brasseur). Arriba un altre viatger, agafa l'habitació equivocada, és l'enginyer Julien (Georges Marchal), que ha vingut per la construcció de la presa. La Michèle, creient que és en Roland, fa un petó a Julien, que es canvia d'habitació. Arriba Roland, però deceb la Michèle. Patrice ofereix a Roland que vingui a pintar al seu lloc, al seu castell de Cabrièiras, amb Michèle. Roland accepta, Patrice corteja Michèle. Patrice organitza un ball de disfresses per al seu aniversari.
Cri-Cri es prova el seu vestit de marquesa. La Michèle ve a demanar-li diners, per marxar immediatament. La Cri-Cri està alleujada i ella li dona uns diners. La Michèle s'acomiadarà de Julien, que intenta persuadir-la de marxar només al final de la setmana, quan ell mateix tornarà a París. Michele es nega. Ella fa la maleta, Patrice intenta convèncer-la que no se'n vagi de seguida. Michele acaba acceptant. En el ball de màscares Cri-Cri veu Michele. Patrice li diu a Cri-Cri que es casarà amb Michèle. Al final del ball Michèle, vestida de camperola, coneix Cri-Cri, que demana perdó. En Patrice arriba amb el seu cotxe. Cri-Cri li diu a Patrice que la Michèle s'allotjarà a L'Ange Gardien fins que marxi. Roland insisteix a conduir el cotxe de Patrice. Cri-Cri, Michèle, els dos veïns també pugen. El cotxe cau a una rasa. Tothom és tornat a la presa amb el carro de la meva. Roland mor. Patrice intenta matar Julien, però cau a la muntanya i mor. Michèle i Julien, entrellaçats, amb la maleta a la mà, miren la muntanya.

## Repartiment
- Madeleine Renaud com a Cricri
- Pierre Brasseur com a Roland
- Madeleine Robinson com a Michele
- Paul Bernard com a Patrice Le Verdier
- Georges Marchal com a Julien
- Léonce Corne com a oncle
- Charles Blavette com a Vincent
- Jane Marken com a Louise Martinet
- Henri Pons com Amédée
- Gerard Lecomte com a Dany
- Marcel Lévesque com a Monsieur Louis
- Raymond Aimos com a Ernest